# گیدو جیانفردونی
گیدو جیانفردونی (انگلیسی: Guido Gianfardoni; ۲۵ فوریهٔ ۱۹۰۱ – ۲۶ آوریل ۱۹۴۱) بازیکن فوتبال اهل پادشاهی ایتالیا بود.
از باشگاه‌هایی که در آن بازی کرده‌است می‌توان به باشگاه فوتبال اینتر میلان، باشگاه فوتبال اسپتزیا، باشگاه فوتبال لچه، باشگاه فوتبال یوونتوس، باشگاه فوتبال کرمونزه، و باشگاه فوتبال نووارا اشاره کرد.